# آلن اسکاتینگ
آلن اسکاتینگ (انگلیسی: Allen Scotting؛ زادهٔ ۲۲ آوریل ۱۹۶۶) بازیکن فوتبال است.
از باشگاه‌هایی که در آن بازی کرده‌است می‌توان به باشگاه فوتبال چارلتون اتلتیک اشاره کرد.